# هانس ساكس
هانس ساكس (بالألمانية: Hans Sachs)‏ (و. 1877 – 1945 م) هو بروفيسور، وعالم جراثيم، وطبيب، وعالم كيمياء حيوية، وعالم مناعة ألماني، ولد في كاتوفيتسه، كان عضوًا في الأكاديمية الألمانية للعلوم ليوبولدينا، توفي في دبلن، عن عمر يناهز 68 عاماً.